# Polnische Meisterschaften im Skilanglauf 2025
Die Polnischen Meisterschaften im Skilanglauf 2025 fanden am 14. und 15. Dezember 2024 in Štrbské Pleso und vom 26. bis zum 28. März 2025 in Zakopane statt. Ausgetragen wurden jeweils die Distanzen 10 km und 20 km. Zudem wurden Sprint und Teamsprints absolviert. Die Rennen am 14. und 15. Dezember wurden im Rahmen des Slavic-Cups ausgetragen. Bei den Männern gewann Dominik Bury über 10 km Freistil, Piotr Jarecki über 10 km klassisch und der KS AZS-AWF Katowice im Teamsprint. Zudem siegte Kamil Bury im Sprint und Pawel Bryja über 20 km. Bei den Frauen holte Eliza Rucka-Michałek die Meistertitel über 10 km klassisch und 20 km. Zudem triumphierte Monika Skinder im Sprint, Andżelika Szyszka über 10 km Freistil und der NKS Trójwieś Beskidzka im Teamsprint.

## Ergebnisse Herren

### Sprint klassisch
| Platz | Name            | Verein              |
| ----- | --------------- | ------------------- |
| 1     | Kamil Bury      | KS AZS-AWF Katowice |
| 2     | Dominik Bury    | KS AZS-AWF Katowice |
| 3     | Maciej Staręga  | UKS Rawa Siedlce    |
| 4     | Łukasz Gazurek  | Trójwieś Beskidzka  |
| 5     | Michał Skowron  | KS AZS-AWF Katowice |
| 6     | Mateusz Haratyk | Trójwieś Beskidzka  |

Datum: 14. Dezember 2024

Es waren 107 Läufer am Start.

### 10 km Freistil
| Platz | Name            | Verein                | Zeit (min) |
| ----- | --------------- | --------------------- | ---------- |
| 1     | Dominik Bury    | KS AZS-AWF Katowice   | 22:46,4    |
| 2     | Sebastian Bryja | UKS Regle Kościelisko | 23:44,5    |
| 3     | Kamil Bury      | KS AZS-AWF Katowice   | 23:58,6    |
| 4     | Pawel Bryja     | UKS Regle Kościelisko | 24:07,4    |
| 5     | Michał Skowron  | KS AZS-AWF Katowice   | 24:15,6    |
| 6     | Piotr Jarecki   | KS AZS-AWF Katowice   | 24:18,4    |
| 7     | Łukasz Gazurek  | Trójwieś Beskidzka    | 24:27,2    |
| 8     | Tomasz Wasowicz | WSS Wisła             | 24:40,5    |
| 9     | Mateusz Haratyk | Trójwieś Beskidzka    | 24:50,3    |
| 10    | Robert Bugara   | UKS Regle Kościelisko | 24:59,9    |

Datum: 15. Dezember 2024

Es waren 68 Läufer am Start.

### 10 km klassisch
| Platz | Name            | Verein                              | Zeit (min) |
| ----- | --------------- | ----------------------------------- | ---------- |
| 1     | Piotr Jarecki   | KS AZS-AWF Katowice                 | 27:47,0    |
| 2     | Tomasz Wasowicz | WSS Wisła                           | 28:07,2    |
| 3     | Michał Skowron  | KS AZS-AWF Katowice                 | 28:23,4    |
| 4     | Michal Adamov   | Slowakei                            | 28:49,5    |
| 5     | Simon Adamov    | Slowakei                            | 29:06,1    |
| 6     | Pawel Bryja     | UKS Regle Kościelisko               | 29:08,4    |
| 7     | Andrej Renda    | Slowakei                            | 29:16,2    |
| 8     | Mateusz Haratyk | Trójwieś Beskidzka                  | 29:35,8    |
| 9     | Sebastian Bryja | UKS Regle Kościelisko               | 29:49,5    |
| 10    | Emil Koper      | MULKS GRUPA OSCAR Tomaszów Lubelski | 29:51,5    |

Datum: 26. März 2025

Es waren 48 Läufer am Start.

### 20 km klassisch Massenstart
| Platz | Name            | Verein                              | Zeit (std) |
| ----- | --------------- | ----------------------------------- | ---------- |
| 1     | Pawel Bryja     | UKS Regle Kościelisko               | 0:59:06,3  |
| 2     | Michał Skowron  | KS AZS-AWF Katowice                 | 0:59:13,4  |
| 3     | Mateusz Haratyk | Trójwieś Beskidzka                  | 0:59:17,4  |
| 4     | Piotr Jarecki   | KS AZS-AWF Katowice                 | 0:59:17,8  |
| 5     | Michal Adamov   | Slowakei                            | 0:59:20,0  |
| 6     | Simon Adamov    | Slowakei                            | 0:59:28,9  |
| 7     | Andrej Renda    | Slowakei                            | 0:59:42,1  |
| 8     | Tomasz Wasowicz | WSS Wisła                           | 1:00:23,2  |
| 9     | Emil Koper      | MULKS GRUPA OSCAR Tomaszów Lubelski | 1:03:41,2  |
| 10    | Karol Stachon   | UKS Regle                           | 1:04:55,4  |

Datum: 27. März 2025

Es waren 29 Läufer am Start.

### Teamsprint Freistil
| Platz | Team                                                   | Zeit (min) |
| ----- | ------------------------------------------------------ | ---------- |
| 1     | KS AZS-AWF KatowicePiotr Jarecki Michał Skowron        | 23:36,26   |
| 2     | Trójwieś BeskidzkaMateusz Haratyk Przemyslaw Legierski | 24:01,77   |
| 3     | UKS Regle KościeliskoKarol Stachon Pawel Bryja         | 24:33,03   |
| 4     | WSS WisłaTomasz Wasowicz Dawid Pilch                   | 25:08,41   |
| 5     | UKS Hubal BiałystokJan Lezanka Kacper Roszko           | 26:21,29   |

Datum: 28. März 2025

Es waren 13 Teams am Start.

## Ergebnisse Frauen

### Sprint klassisch
| Platz | Name                     | Verein                    |
| ----- | ------------------------ | ------------------------- |
| 1     | Monika Skinder           | MULKS Tomaszów Mazowiecki |
| 2     | Anastassija Iwantschenko | Ukraine                   |
| 3     | Lucie Tůmová             | Tschechien                |
| 4     | Magdalena Kobielusz      | AZS AWF Katowice          |
| 5     | Aleksandra Kołodziej     | LKS Witow Ski             |
| 6     | Wiktorija Olech          | Ukraine                   |

Datum: 14. Dezember 2024

Es waren 90 Läuferinnen am Start. Ausländische Teilnehmerinnen erhielten keine Medaillen

### 10 km Freistil
| Platz | Name                 | Verein                    | Zeit (min) |
| ----- | -------------------- | ------------------------- | ---------- |
| 1     | Andżelika Szyszka    | MKS Halicz Ustrzyki       | 27:29,0    |
| 2     | Magdalena Kobielusz  | AZS AWF Katowice          | 27:35,7    |
| 3     | Monika Skinder       | MULKS Tomaszów Mazowiecki | 27:54,6    |
| 4     | Oliwia Busko         | Trójwieś Beskidzka        | 28:18,7    |
| 5     | Aleksandra Kołodziej | LKS Witow Ski             | 28:36,2    |
| 6     | Kamila Idziniak      | Trójwieś Beskidzka        | 28:55,5    |
| 7     | Daria Szkurat        | KS Chochołów              | 29:50,3    |
| 8     | Karolina Kuc         | MULKS Tomaszów Mazowiecki | 31:06,5    |
| 9     | Anna Zoltak          | LKS Markam Wisn           | 31:07,6    |
| 10    | Laura Wantulok       | Wislanskie Stowarz        | 31:16,8    |

Datum: 15. Dezember 2024

Es waren 51 Läuferinnen am Start.

### 10 km klassisch
| Platz | Name                 | Verein              | Zeit (min) |
| ----- | -------------------- | ------------------- | ---------- |
| 1     | Eliza Rucka-Michałek | MKS Istebna         | 30:20,7    |
| 2     | Aleksandra Kołodziej | LKS Witow Ski       | 32:29,6    |
| 3     | Oliwia Busko         | Trójwieś Beskidzka  | 32:33,4    |
| 4     | Andżelika Szyszka    | MKS Halicz Ustrzyki | 32:57,8    |
| 5     | Weronika Jarecka     | LKS Klimczok Bystra | 33:04,5    |
| 6     | Zuzanna Fujak        | Trójwieś Beskidzka  | 33:08,2    |
| 7     | Kamila Idziniak      | Trójwieś Beskidzka  | 33:58,0    |
| 8     | Daria Szkurat        | KS Chochołów        | 34:16,6    |
| 9     | Martyna Rosiak       | LKS Klimczok Bystra | 34:45,5    |
| 10    | Natalia Soklova      | Slowakei            | 35:00,0    |

Datum: 26. März 2025

Es waren 36 Läuferinnen am Start.

### 20 km klassisch Massenstart
| Platz | Name                 | Verein              | Zeit (std) |
| ----- | -------------------- | ------------------- | ---------- |
| 1     | Eliza Rucka-Michałek | MKS Istebna         | 1:01:12,9  |
| 2     | Andżelika Szyszka    | MKS Halicz Ustrzyki | 1:02:12,8  |
| 3     | Magdalena Kobielusz  | AZS AWF Katowice    | 1:03:37,0  |
| 4     | Zuzanna Fujak        | Trójwieś Beskidzka  | 1:04:17,7  |
| 5     | Kamila Idziniak      | Trójwieś Beskidzka  | 1:05:12,2  |
| 6     | Oliwia Busko         | Trójwieś Beskidzka  | 1:05:32,7  |
| 7     | Zuzanna Sadownik     | AZS AWF Katowice    | 1:11:08,7  |
| 8     | Maria Jakubiec       | Sokol Szczyrik      | 1:11:11,9  |
| 9     | Wiktoria Lesniak     |                     | 1:13:31,4  |
| 10    | Klaudia Radomyska    | UKS Rawa Siedlce    | 1:13:52,4  |

Datum: 27. März 2025

Es waren 17 Läuferinnen am Start.

### Teamsprint klassisch
| Platz | Team                                                 | Zeit (min) |
| ----- | ---------------------------------------------------- | ---------- |
| 1     | NKS Trójwieś BeskidzkaKamila Idziniak Zuzanna Fujak  | 29:54,23   |
| 2     | AZS AWF KatowiceZuzanna Sadownik Magdalena Kobielusz | 30:08,66   |
| 3     | MKS IstebnaElżbieta Zawada Eliza Rucka-Michałek      | 30:29,32   |
| 4     | WSS WisłaOlga Cieslar Kamila Haratyk                 | 31:40,09   |
| 5     | LKS Klimczok BystraMartyna Rosiak Weronika Jarecka   | 32:07,86   |

Datum: 28. März 2025

Es waren acht Teams am Start.